# Педрегер
Педрегер (валенс. Pedreguer, ісп. Pedreguer) — муніципалітет в Іспанії, у складі автономної спільноти Валенсія, у провінції Аліканте. Населення — 8280 осіб (2022).

## Географія
Муніципалітет розташований на відстані близько 360 км на південний схід від Мадрида, 65 км на північний схід від Аліканте.

## Демографія
Динаміка населення (INE ):

## Галерея зображень

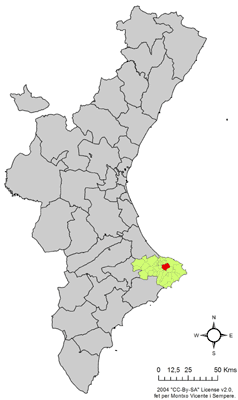
Розташування муніципалітету Педрегер у автономній спільноті Валенсія
Розташування муніципалітету Педрегер у комарці Маріна-Альта
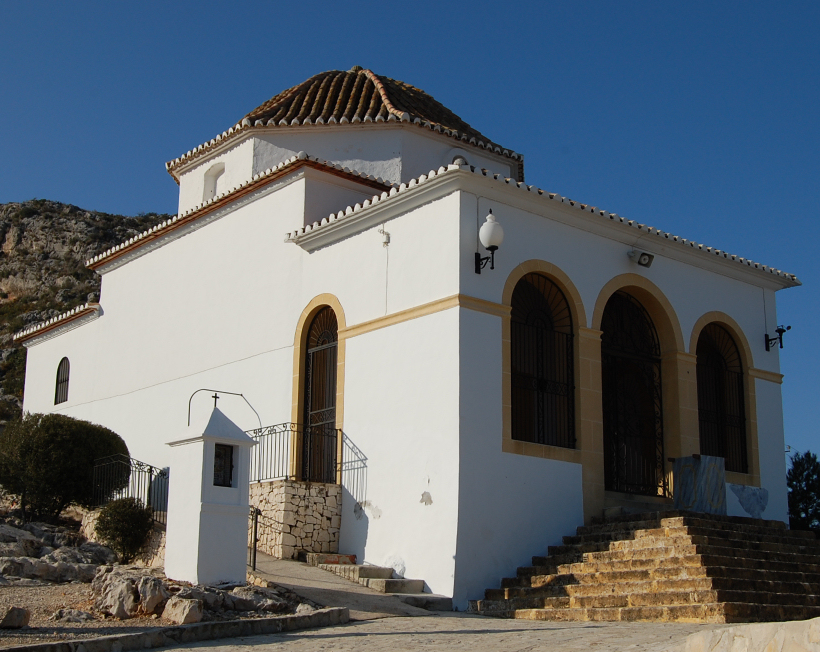
Каплиця Сан-Блас
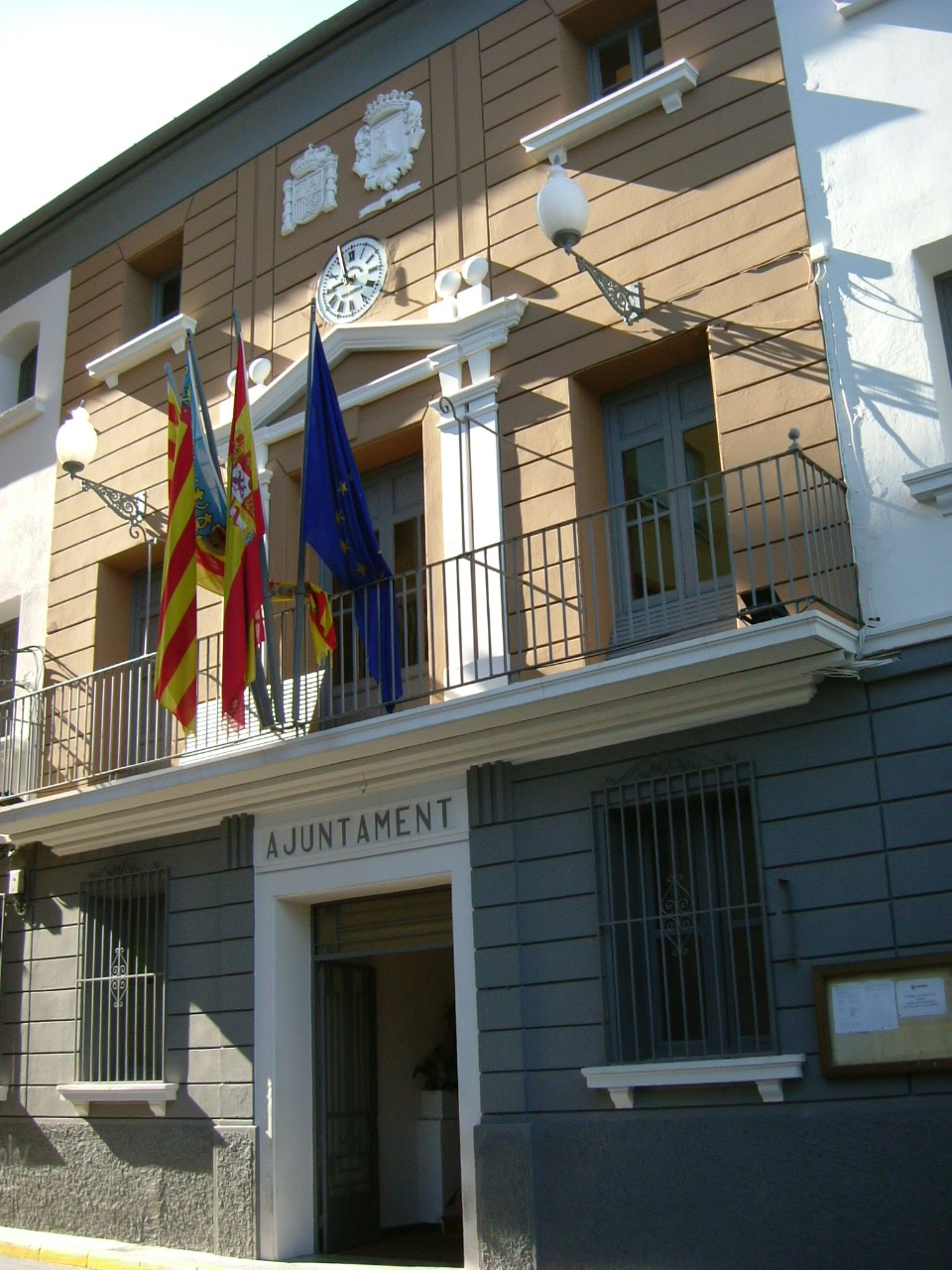
Муніципальна рада
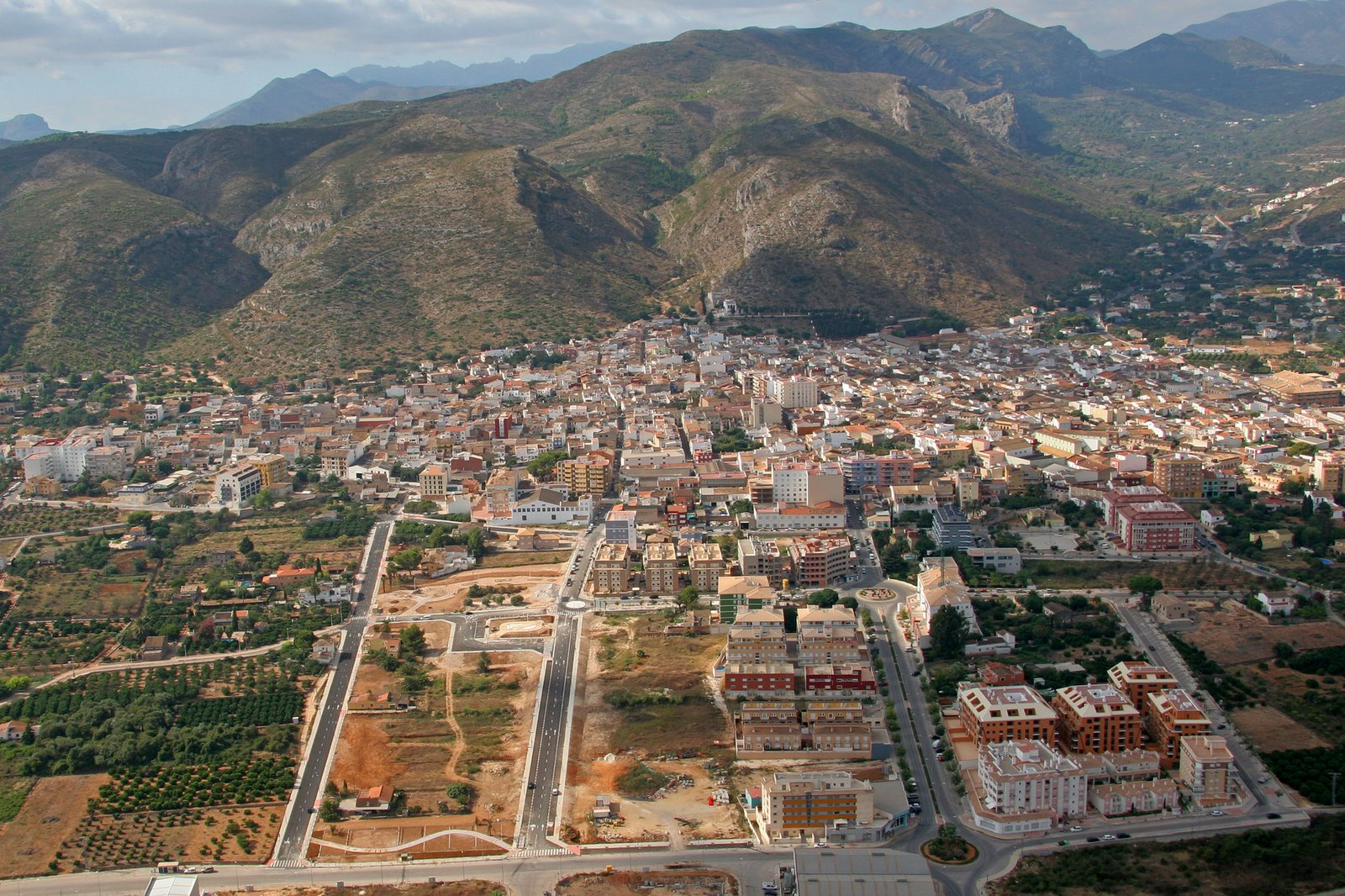
Педрегер, вид згори